# Warneton-Sud
Warneton-Sud est la partie de Warneton située sur la rive sud de la Lys qui resta française aux traités d'Utrecht en 1713, tandis que la ville de Warneton, sur la rive nord de la Lys, fut cédée par la France à l'Autriche (Pays-Bas autrichiens) et fait maintenant partie de la Belgique (Région wallonne).

## Histoire
Avant la Révolution française, Warneton-Sud faisait partie de la province de Flandre maritime, de la généralité de Lille (subdélégation de Cassel) et du diocèse d'Ypres (bien que la majeure partie de ce diocèse soit située dans les Pays-Bas autrichiens depuis 1713). Pour ce qui est de la justice, Warneton-Sud faisait partie du ressort du présidial de Bailleul, et en appel du Parlement de Flandres.
Warneton-Sud fut constitué en commune à la Révolution. Son code INSEE était le 59644. La commune faisait partie du département du Nord, de l'arrondissement de Lille, du canton de Quesnoy-sur-Deule et du diocièse de Cambrai jusqu'en 1913, puis du diocèse de Lille nouvellement créé à partir de 1913. Warneton-Sud ne disposait pas d'un bâtiment abritant la mairie. Les réunions du conseil municipal se tenaient au café À ma campagne.
Maire de 1802 à 1807 : L. Dumont,.
Maire en 1881 : Émile Ghestem.
La commune de Warneton-Sud fusionna avec la commune de Warneton-Bas le 1er juillet 1946 pour former la commune de Warneton (qui a repris le code INSEE de Warneton-Bas : 59643). Les réunions du conseil municipal de la nouvelle commune fusionnée continuèrent à se tenir au café À ma campagne, avant que la commune ne rachète en 1984 le café Au bon coin, qui venait de fermer, pour en faire la mairie de la commune.

## Démographie
| 1793 | 1800 | 1806 | 1821 | 1831 | 1836 | 1841 | 1846 | 1851 |
| ---- | ---- | ---- | ---- | ---- | ---- | ---- | ---- | ---- |
| 58   | 59   | 76   | 96   | 80   | 107  | 120  | 94   | 98   |

| 1856 | 1861 | 1866 | 1872 | 1876 | 1881 | 1886 | 1891 | 1896 |
| ---- | ---- | ---- | ---- | ---- | ---- | ---- | ---- | ---- |
| 103  | 109  | 125  | 127  | 137  | 127  | 118  | 172  | 162  |

| 1901 | 1906 | 1911 | 1921 | 1926 | 1931 | 1936 | - | - |
| ---- | ---- | ---- | ---- | ---- | ---- | ---- | - | - |
| 163  | 170  | 152  | 60   | 105  | 93   | 79   | - | - |